# Hypercompe scribonia
Hypercompe scribonia är en fjärilsart som beskrevs av Stoll 1790. Hypercompe scribonia ingår i släktet Hypercompe och familjen björnspinnare. Inga underarter finns listade i Catalogue of Life.

## Bildgalleri

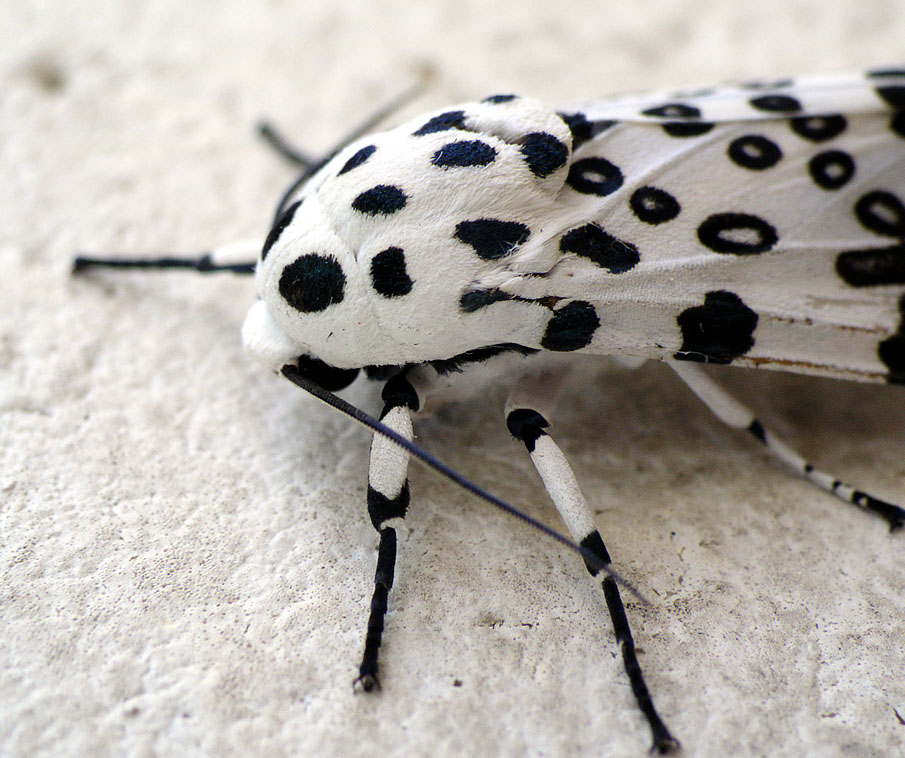
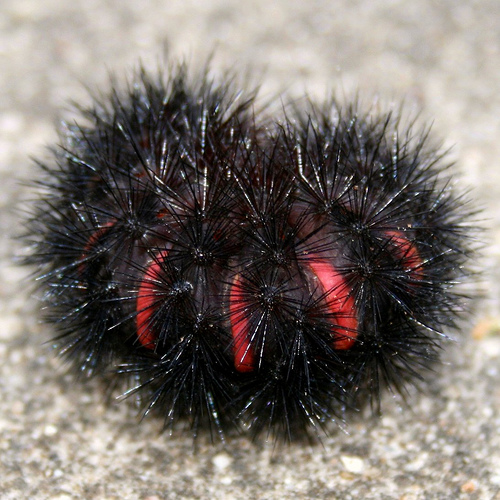
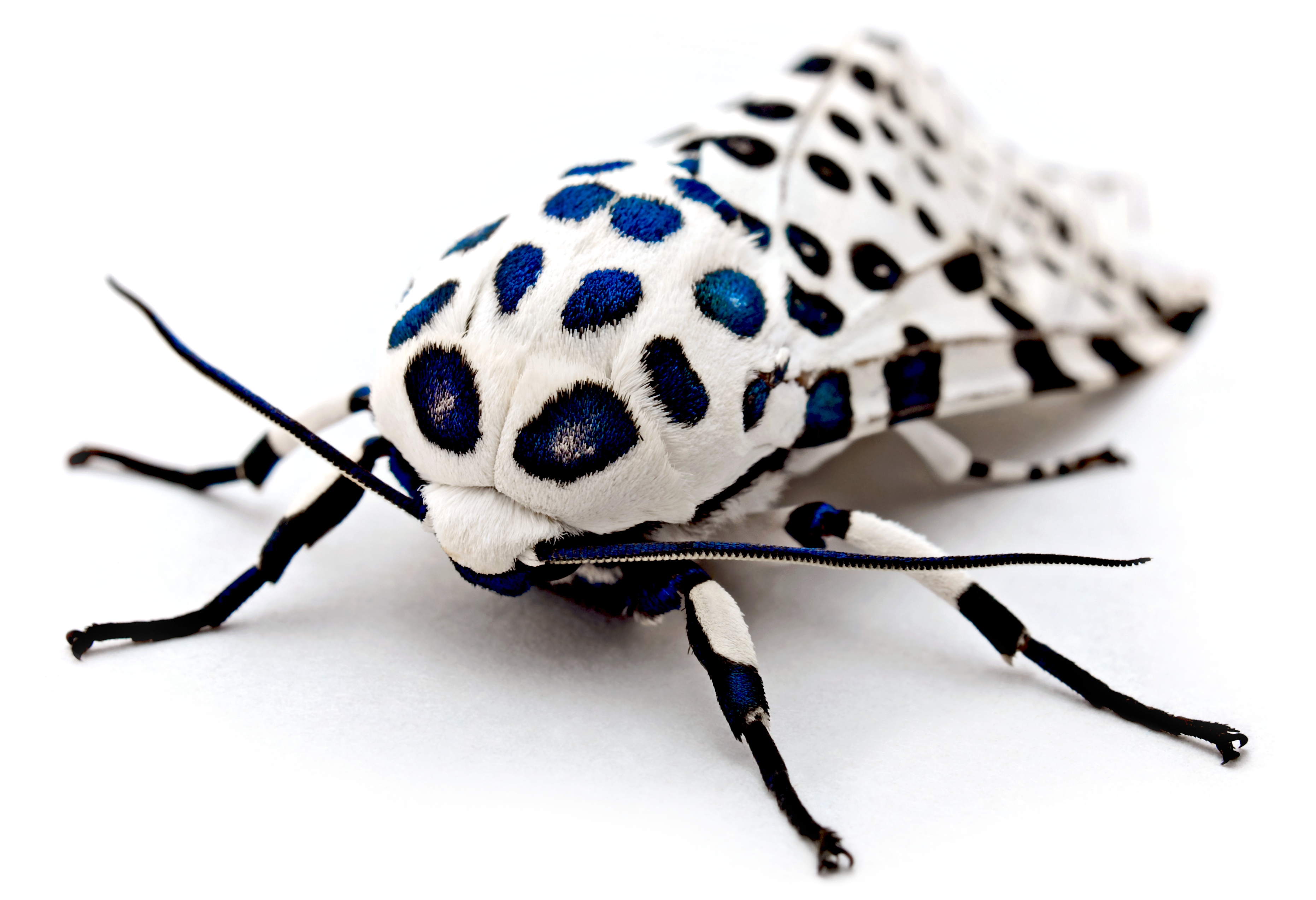
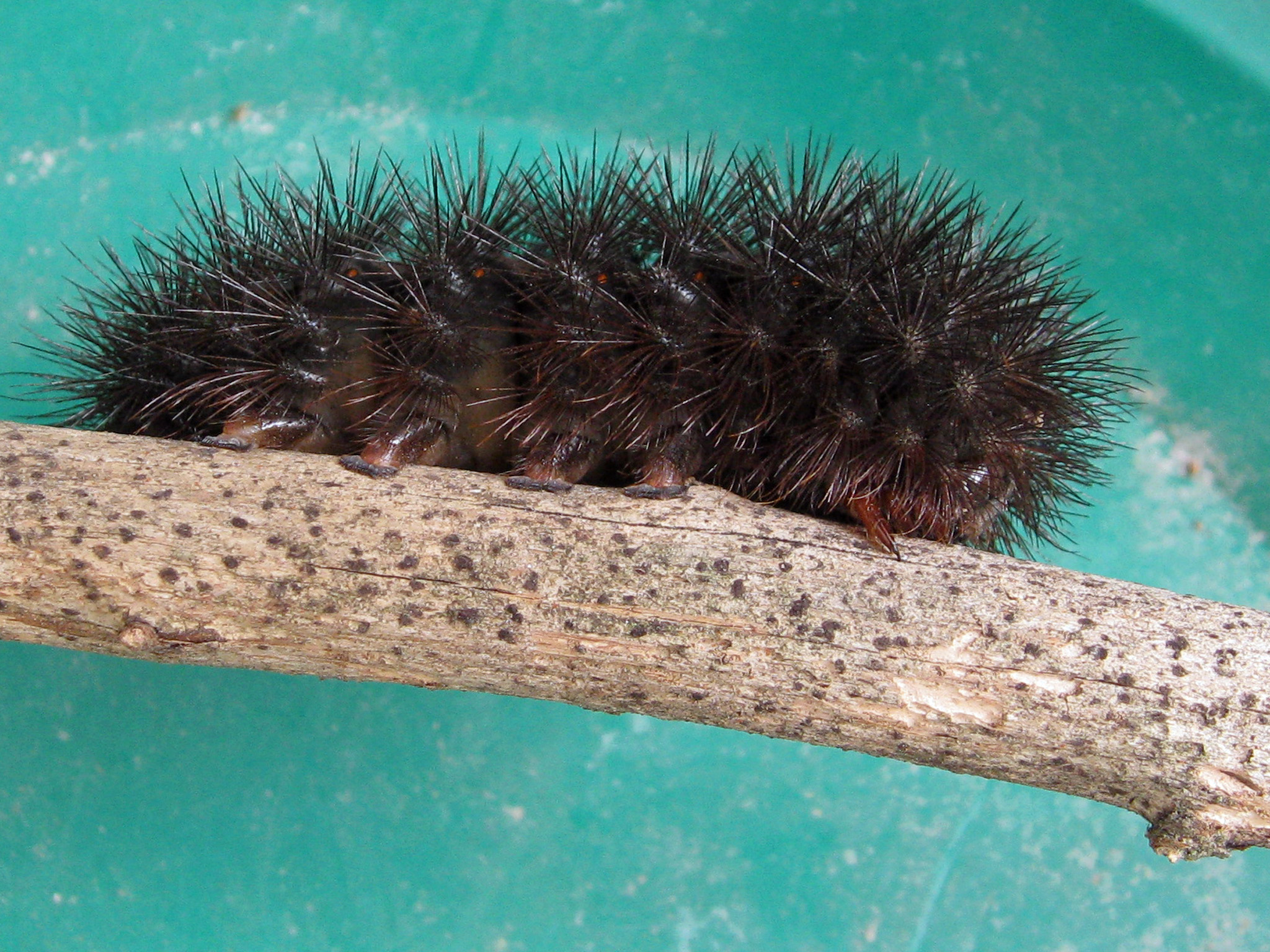
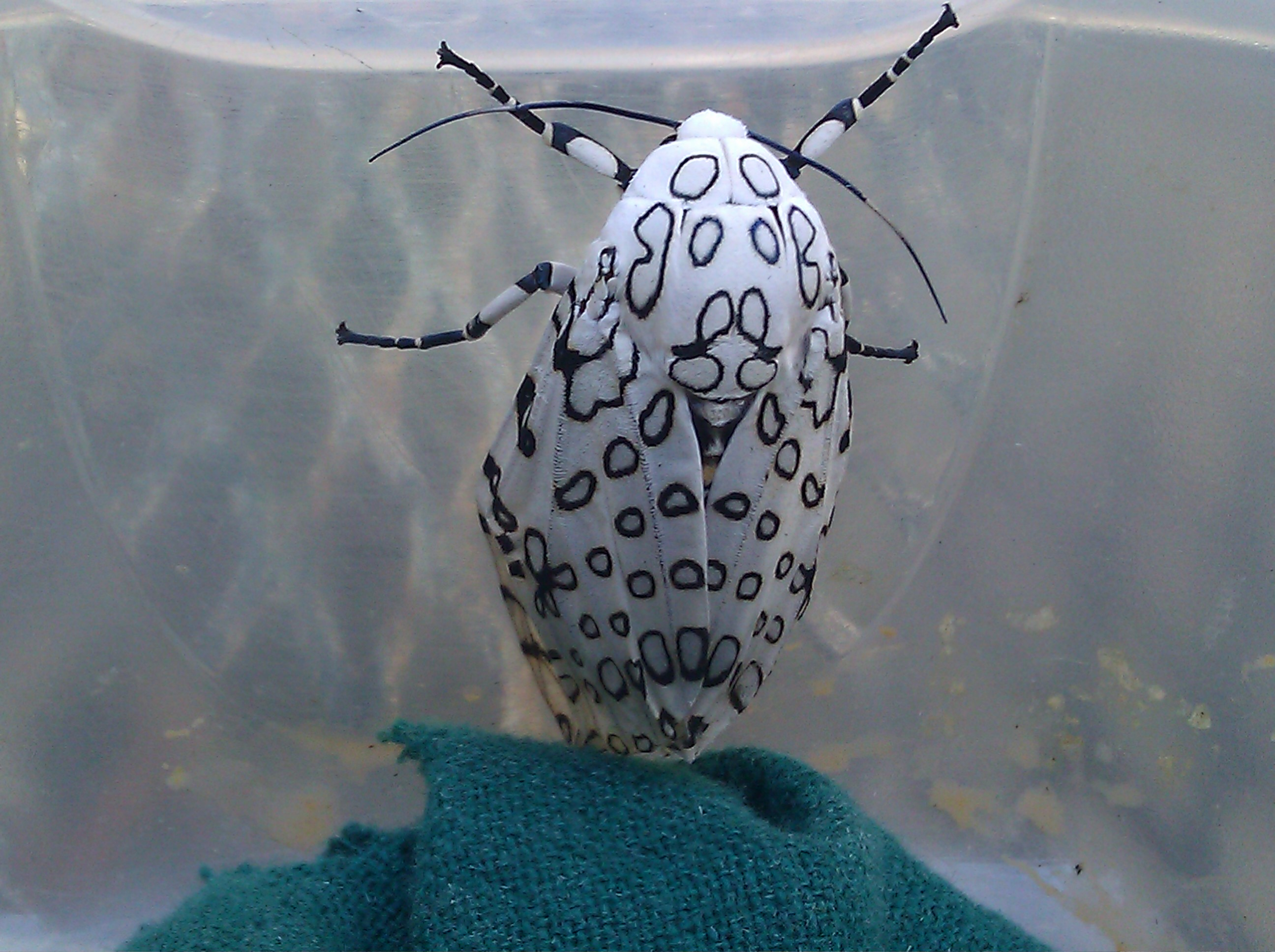
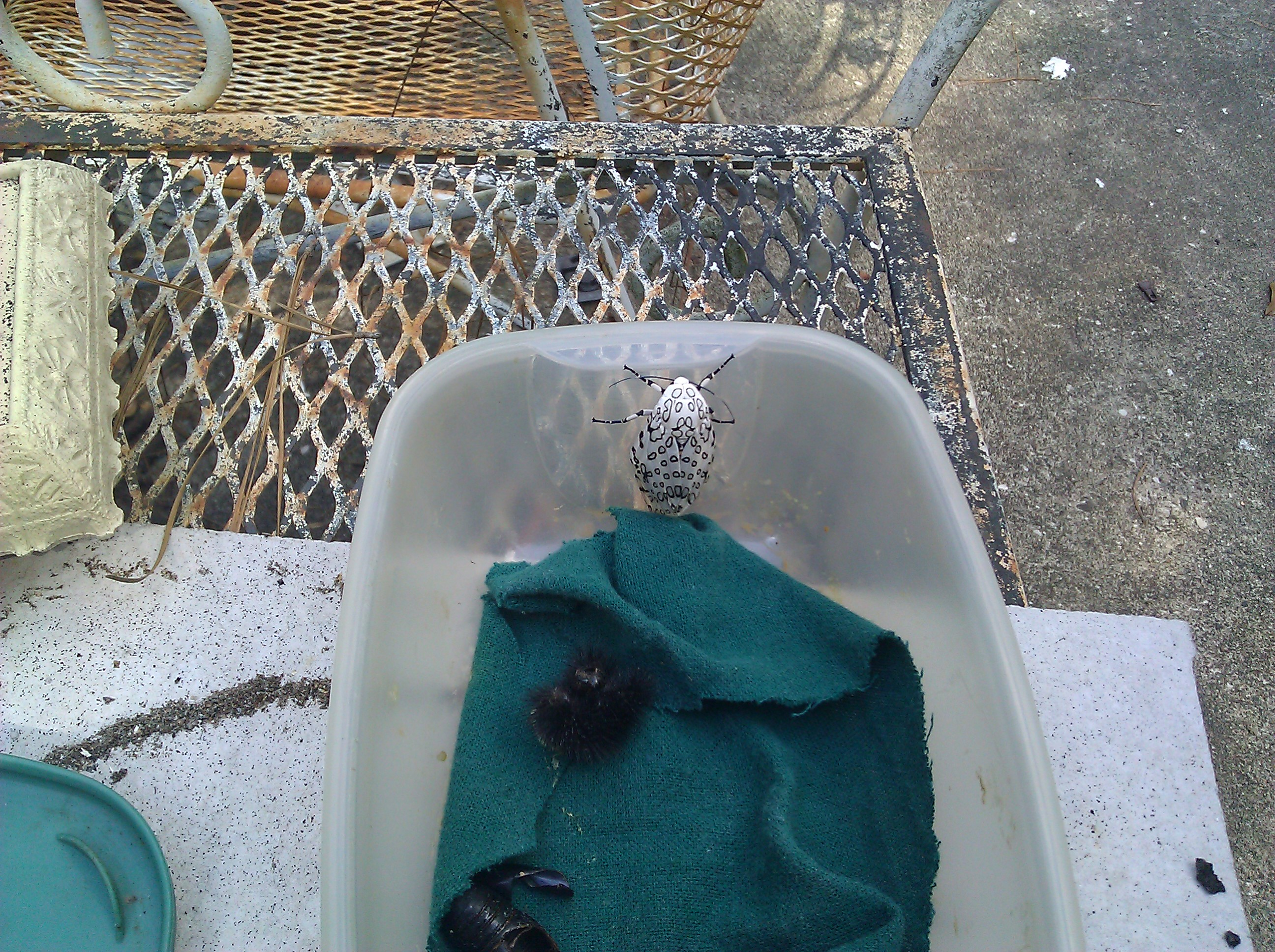